# مكتبة المسجد النبوي
مكتبة المسجد النبوي الشريف مكتبة عامة تتبع للمسجد النبوي في المدينة المنورة، تأسست عام 1352 هـ (1933) باقتراح من مدير أوقاف المدينة المنورة تلك الأيام «عبيد مدني» على الملك عبد العزيز آل سعود، وكان أول مدير لها هو أحمد ياسين الخياري، تضم المكتبة بعض الكتب التي يعود تاريخ وقفها على المسجد النبوي قبل تاريخ إنشاء المكتبة، مثل مكتبة محمد العزيز الوزير التي أوقفت للمكتبة عام 1320 هـ وهي من الكتب التي أدخلت في المكتبة بعد تأسيسها، وكانت هناك كتب في الروضة الشريفة على بعضها تاريخ متقدم عن تاريخ تأسيس المكتبة.
أما تاريخ المكتبة فقد ذكر صاحب كتاب خزائن الكتب العربية أن مكتبة المسجد النبوي الشريف تكونت قبل حريق المسجد النبوي في 13 رمضان عام 886 هـ، حيث احترقت خزائن المصاحف والكتب في ذلك الحريق، تقع المكتبة في السطح الغربي للمسجد النبوي عند مدخل باب السلم الكهربائي العاشر.

قاعة المطالعة في المكتبة يتصدرها أمين المكتبة الشيخ أحمد فارسي

## أقسام المكتبة
تحتوي المكتبة على سبعة أقسام هي:
- قسم قاعات المطالعة: تضم المكتبة قاعات مطالعة للرجال وأخرى للنساء وأخرى للأطفال.
- قسم المخطوطات: يقع في الدور الثاني من باب عثمان بن عفان.
- قسم المكتبة الصوتية: يقع في الباب السابع عشر للمسجد النبوي، يقوم القسم بحفظ ما يلقى في المسجد النبوي الشريف من الدروس والخطب والصلوات.
- القسم الفني: ويقع بالباب التاسع، يقوم القسم بتجليد وترميم وتعقيم الكتب والمخطوطات.
- أقسام الفهرسة والتصنيف والتزويد والدوريات والمستودع : وتقع في الباب التاسع.
- قسم الكتب النادرة: يقوم القسم بحفظ الكتب النادرة من حيث قدم تاريخ الطبع أو الزخرفة أو الأشكال والصور.
- المكتبة الرقمية: تحتوي على أجهزة حاسب آلي متصلة بالشبكة المحلية للمسجد النبوي وشبكة الإنترنت، ويستفيد روادها بالبحث عن الكتب والموضوعات المختلفة المتوفرة في مكتبة المسجد النبوي وبرنامج المكتبة الشاملة والمكتبة الإسلامية الكبرى ومواقع إسلامية على الإنترنت،  ومكانها في الجهة الغربية داخل المسجد النبوي في الباب الثاني عشر بالطابق الثاني.

## تطور المكتبة
نُقلت المكتبة إلى مبنى مكتبة المدينة المنورة العامة التي انشأتها وزارة الحج والأوقاف، وكان أول مدير لها يُدعى جعفر فقيه الذي خصص جزء منها جناح لمكتبة الحرم المدني وضعت فيه كُتبها، ولها مدير وموظفون يديرونها.وأصبحت مكتبة المسجد النبوي داخلة ضمن مكتبة الملك عبد العزيز التي تكون مجمع مكتبات المدينة، وتعد مكتبة الملك عبد العزيز آل سعود من المكتبات الإسلامية الهامة ذات السمة الخاصة التي جمعت بين خصائص المكتبة العامة مركز البحث والمنتدى والمتحف، حيث تعتبر مركزاً إسلامياً علمياً.

## انظر ايضاً
- المدينة المنورة
- مكتبة الحرم المكي

## وصلات خارجية
- وكالة الرئاسة العامة لشؤون المسجد النبوي نسخة محفوظة 1 يوليو 2014 على موقع واي باك مشين.
- بوابة الحرمين الشريفين: البث المباشر من المسجد النبوي
- أماكن ثلاثية الأبعاد: جولة في المسجد النبوي